# Lew Adolfowitsch Oserow

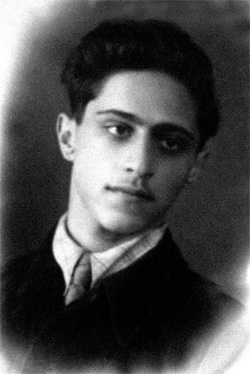
Lew Oserow

Lew Adolfowitsch Oserow (russisch Лев Адольфович Озеров; wiss. Transliteration Lev Adol'fovič Ozerov; eigentlich Lew Eisikowitsch Goldberg (Leo Aizikovich Goldberg / L. Ajsikovič Gol'dberg); geb. 1914 in Kiew; gest. 1996 in Moskau) war ein sowjetisch-ukrainischer Schriftsteller, Übersetzer und Kritiker.

## Leben und Wirken
Lew Oserow studierte zunächst russische und ukrainische Philologie in Kiew und dann Philologie am Moskauer Institut für Philosophie, Literatur und Geschichte (MIFLI). Während des Krieges war er Militärkorrespondent der Armeezeitung Der Sieg für uns (Pobeda sa nami / Победа за нами). Später lehrte er am Maxim-Gorki-Literaturinstitut.
Sein Poem Babi Jar (Бабий Яр), das dem Holocaust des jüdischen Volkes gewidmet ist, erschien 1946 im Gedenken an das Massaker von Babi Jar 1941. Eine Sammlung seiner Lyrik der Jahre 1931 bis 1966 (Lirika 1931–1966) erschien 1966 in Moskau.
Im Schwarzbuch über den Holocaust und die Verbrechen der Wehrmacht in der Sowjetunion bereitete er den auf der Grundlage dokumentarischen Materials und nach Aussagen von Kiewer Bürgern verfassten Beitrag „Kiew; Babi Jar“ für den Druck vor. Es ist der Eröffnungsbeitrag dieses Werkes.
Oserow befasste sich mit der russischen Literatur des 19. und 20. Jahrhunderts.
Er hat eine große Menge von Übersetzungen veröffentlicht, vor allem aus dem Ukrainischen (Taras Schewtschenko und anderen), Litauischen (Kazis Boruta, Antanas Venclova, Eduardas Mieželaitis und anderen), Jiddischen (Samuil Salmanowitsch Galkin und anderen) und aus weiteren Sprachen der UdSSR.
Er schrieb Bücher und Artikel über russische und ukrainische Dichtungen, darunter von Fjodor Iwanowitsch Tjuttschew, Afanassi Afanassjewitsch Fet, Boris Pasternak, Anna Achmatowa, Nikolai Alexejewitsch Sabolozki und anderen. Er setzte sich dafür ein, das künstlerische Erbe seiner Generation von Dichtern zu bewahren, für jene, die im Krieg oder in den folgenden Jahren unter Stalins Repressionen starben, oder jene, die einfach nur früh verstarben (darunter Ilja Lwowitsch Selwinski, Alexander Sergejewitsch Kotschetkow, Dmitri Borissowitsch Kedrin, Georgi Nikolajewitsch Obolduijew). Sein Artikel „Gedichte von Anna Achmatowa“, veröffentlicht am 23. Juni 1959 in der Literaturnaja gaseta („Literaturzeitung“), ist die erste Bewertung ihrer Gedichte nach Jahren der Stille.
Er ist auf dem Friedhof Wostrjakowo in Moskau begraben.

## Werke (Auswahl)
- Pridnestrowje / Приднестровье „Pridnestrowien“ (1940)
- Liwen / Ливень  „Regen“ (1947)
- Swetoten / Светотень „Swetoten“ (1961)
- Rabota poeta / Работа поэта „Die Arbeit des Dichters“ (1963)
- Lirika / Лирика „Lyrik“ (1966)